# Monte (Vilacoba)
Monte (llamada oficialmente O Monte) es una aldea española situada en la parroquia de Vilacoba, del municipio de Abegondo, en la provincia de La Coruña, Galicia.

## Demografía
| Gráfica de evolución demográfica de Monte entre 1999 y 2018 |
|                                                             |
| Datos según el nomenclátor publicado por el INE.            |